# Однороманенко Олександр Митрофанович
Олекса́ндр Митрофа́нович Однороманенко (31 березня 1907, місто Київ — ?) — український радянський і компартійний діяч, завідувач особливого сектора ЦК КПУ. Кандидат у члени ЦК КПУ в 1956—1976 роках.

## Біографія
У 1921 році закінчив Київську трудову школу. З 1924 року працював чорноробом комунального господарства міста Києва. У 1926—1933 роках — котельник кесонних майстерень та Київського заводу імені Артема.
Член ВКП(б) з 1931 року.
У 1933—1935 роках — редактор газети політвідділу Велико-Половецької МТС Сквирського району Київської області. У 1935—1936 роках — завідувач партійного обліку Велико-Половецького районного комітету КП(б)У Київської області.
У 1938 році закінчив Український комуністичний інститут журналістики у місті Харкові.
З 1938 року — завідувач архіву особливого сектора ЦК КП(б)У. У період Другої світової війни — завідувач протокольної частини, заступник завідувача особливого сектора ЦК КП(б)У.
У 1945—1947 роках — завідувач секретаріату голови Ради Міністрів УРСР.
У грудні 1947—1966 роках — завідувач особливого сектора ЦК КПУ. У вересні 1966 — липні 1972 року — завідувач загального відділу ЦК Компартії України.
З липня 1972 року — на пенсії.

## Нагороди
- орден Трудового Червоного Прапора (26.02.1958)
- орден Червоної Зірки (2.05.1945)
- ордени
- медалі
- медаль «Партизанові Вітчизняної війни» 1-го ст.
- Почесна грамота Президії Верховної Ради Української РСР (13.04.1967)